# روبرت ميرسير جونستون
روبرت ميرسير جونستون هو سياسي كندي، ولد في 19 نوفمبر 1908 بساندريج في كندا، وتوفي في 29 سبتمبر 1984. حزبياً، نشط في حزب أونتاريو المحافظ التقدمي. وقد انتخب عضو برلمان مقاطعة أونتاريو.